# آغبلاغ سفلی (مراغه)
آغبلاغ سفلی یکی از روستاهای استان آذربایجان شرقی است که در دهستان قوری‌چای غربی بخش سراجو شهرستان مراغه واقع شده‌است.